# Mount Béchervaise
Mount Béchervaise är ett berg i Antarktis. Det ligger i Östantarktis. Australien gör anspråk på området. Toppen på Mount Béchervaise är 2 360 meter över havet.
Terrängen runt Mount Béchervaise är huvudsakligen lite kuperad. Mount Béchervaise är den högsta punkten i trakten. Trakten är obefolkad. Det finns inga samhällen i närheten. 